# Острови України

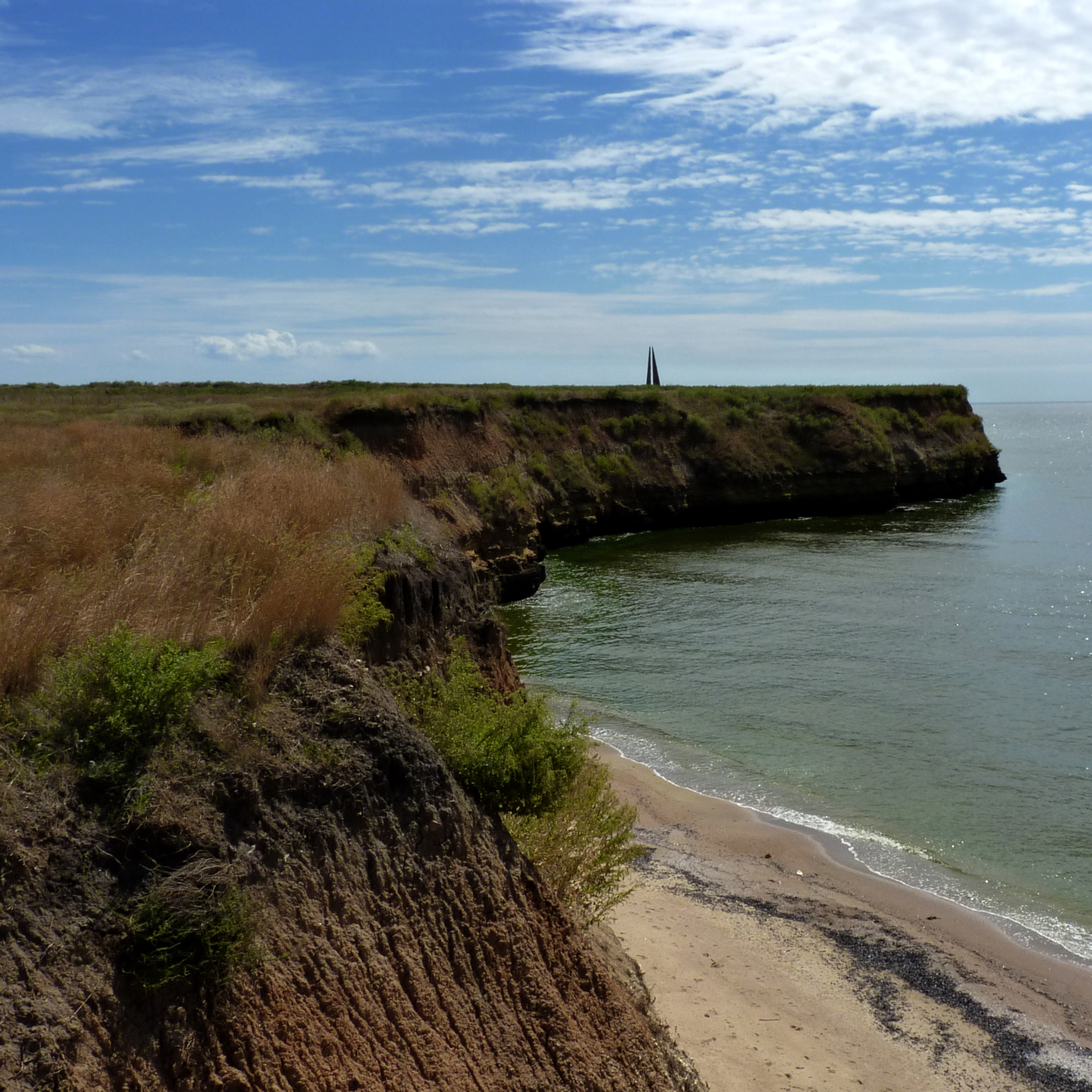
Острів Березань

Острів Первомайський

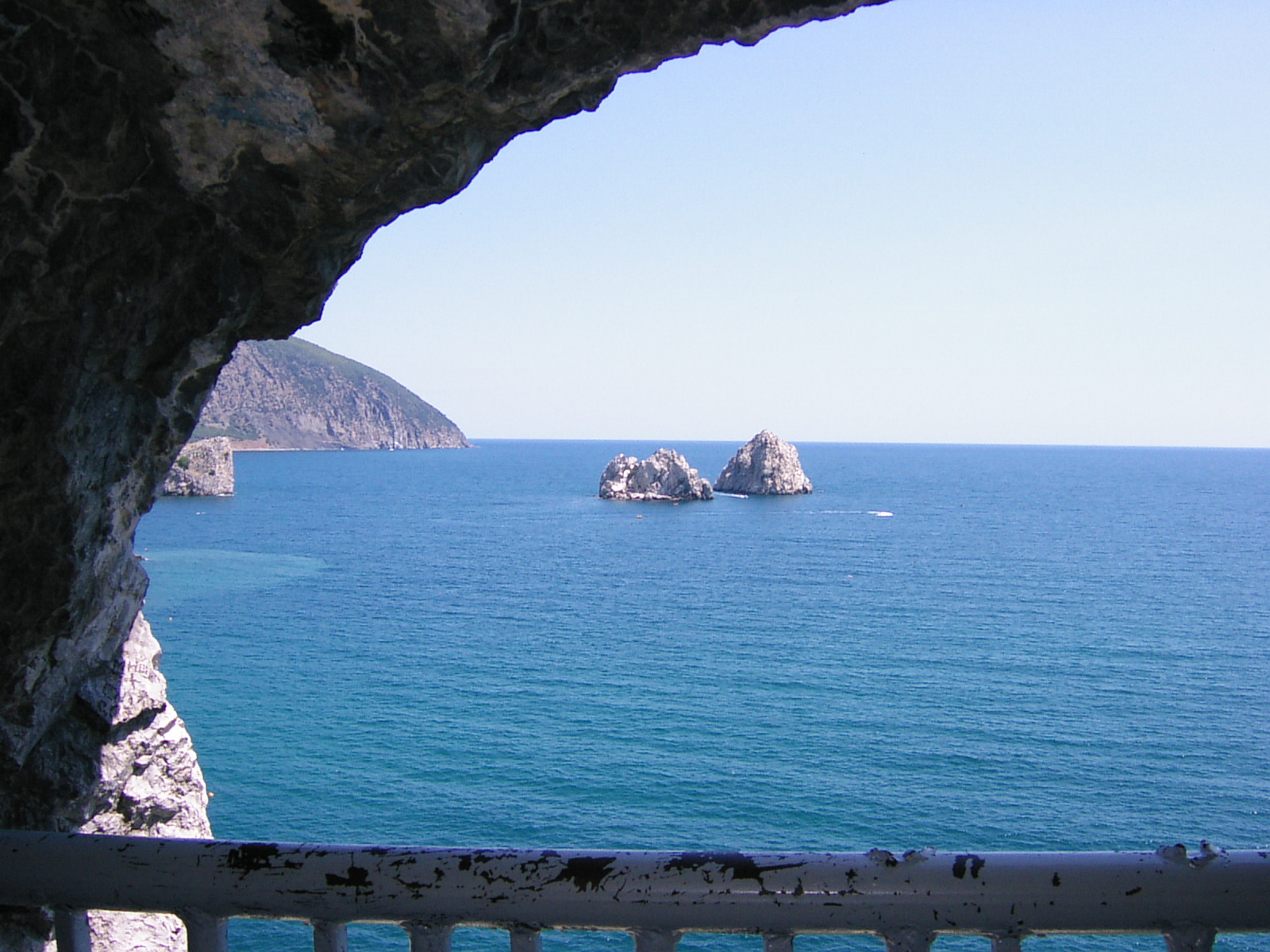
Вид на Адалари

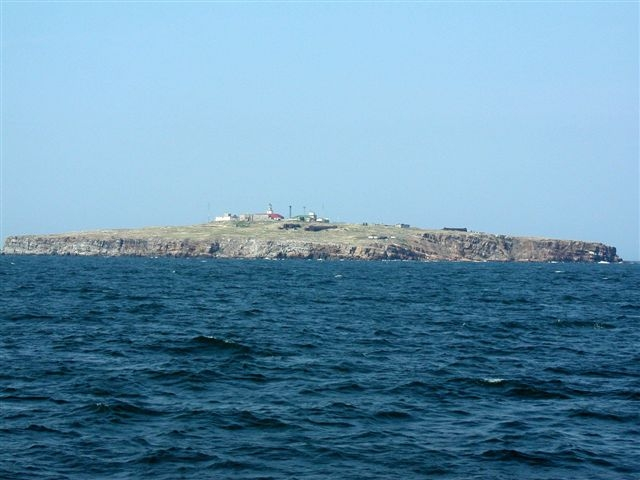
Вид на острів Зміїний

Нижче наведено список островів України. Він містить всі великі острови (площею понад 3000 м²), а також деякі з важливих менших островів.

## Острови

### Морські
Див. також Список островів Чорного моря
- Березань
- Джарилгач
- Зміїний
- Лебедині острови
- Первомайський
- Скелі Адалари
- Скеля святого явлення
- Тузла

### Річкові
Острови відсортовано за течією (у напрямку до гирла).

#### Десна
- Любичів

#### Дніпро
- Муромець
- Труханів острів
- Венеційський острів
- Долобецький остров
- Водників
- Жуків острів
- Монастирський острів
- Хортиця
- Острів імені Сагайдачного
- Байда (Мала Хортиця)
- Великі і Малі Кучугури

#### Дунай
- Кислицький острів
- Майкан
- Малий Татару
- Малий Даллер
- Великий Даллер
- Салмановський острів
- Єрмаков острів
- Білгородський (острів)
- Північний
- Південний
- Шабаш
- Прорвін
- Салмановський (острів)
- Очаківський острів
- Анкудінов (острів)
- Піщаний
- Стамбульський (острів)
- Кубанський острів
- Кубану

#### Прут
- Прутець — микуличанський острів на Пруті у Карпатах. Довжина острова 0,7 км, ширина — 1,3 км. Острів утворений після повені; складений із гранітних валунів.

#### Південний Буг
- Острів кохання (Хмельницький)
- Кемпа
- Гард

## Стрілки
- Арабатська стрілка
- Беглицька коса
- Бердянська коса
- Крива коса
- Обитічна коса
- Тендрівська коса
- Федотова коса
- Кінбурнська коса